# Lycaste skinneri
Lycaste virginalis, conocida también como Lycaste skinneri (aceptado), y comúnmente llamada Monja Blanca. Es una especie de orquídea epífita que habita en Guatemala, El Salvador, Honduras y el sur de México a una altitud promedio de 1650 m s. n. m.. Fue declarada Flor Nacional de Guatemala el 11 de febrero de 1934 y forma parte de los símbolos patrios de dicho país.

## Descripción
Posee pseudobulbos gruesos de los cuales crecen las hojas largas. Las flores de esta especie, generalmente individuales, son triangulares, crecen desde la base del pedículo más joven y miden entre 10 y 15 cm . El color de las flores puede variar desde completamente blancas, pasando por diferentes tonos de rosado hasta magenta y en casos muy excepcionales de color  anaranjado melocoton. Estas variaciones en el color las convierte en el mejor candidato como punto de partida para la formación de híbridos de Lycaste.  El período de floración es entre noviembre y abril, con un máximo a finales de enero y principios de febrero, en el cual una planta madura puede producir entre 4 y 12 flores durante la época de floración, y cada una con una duración de entre 6 y 8 semanas.
Es una planta hermafrodita capaz de producir millones de semillas dentro de un fruto en forma de cápsula. Sin embargo, las condiciones necesarias para la germinación incluyen la presencia de un hongo simbiótico, lo que resulta en una escasa regeneración natural, la recolecta de plantas salvages y cuya comercialización se encuentra prohibida en Guatemala.

## Los colores deLycaste virginalis
El color de las flores de Lycaste virginalis es de gran importancia para su clasificación taxonómica intraespecífica. Esta clasificación fue obtenida basándose sobre los estudios de poblaciones realizados por Fredy Archila. Solo cinco taxones intraespecíficos son actualmente oficiales:  

#### (1)Lycaste virginalis formacobanensis(Archila) Archila & Chiron[1]
Esta forma taxonómica posee flores completamente blancas sin ninguna pigmentación amarilla

#### (2)Lycaste virginalis  forma  alba(Dombrain)  Archila &  Chiron[1]

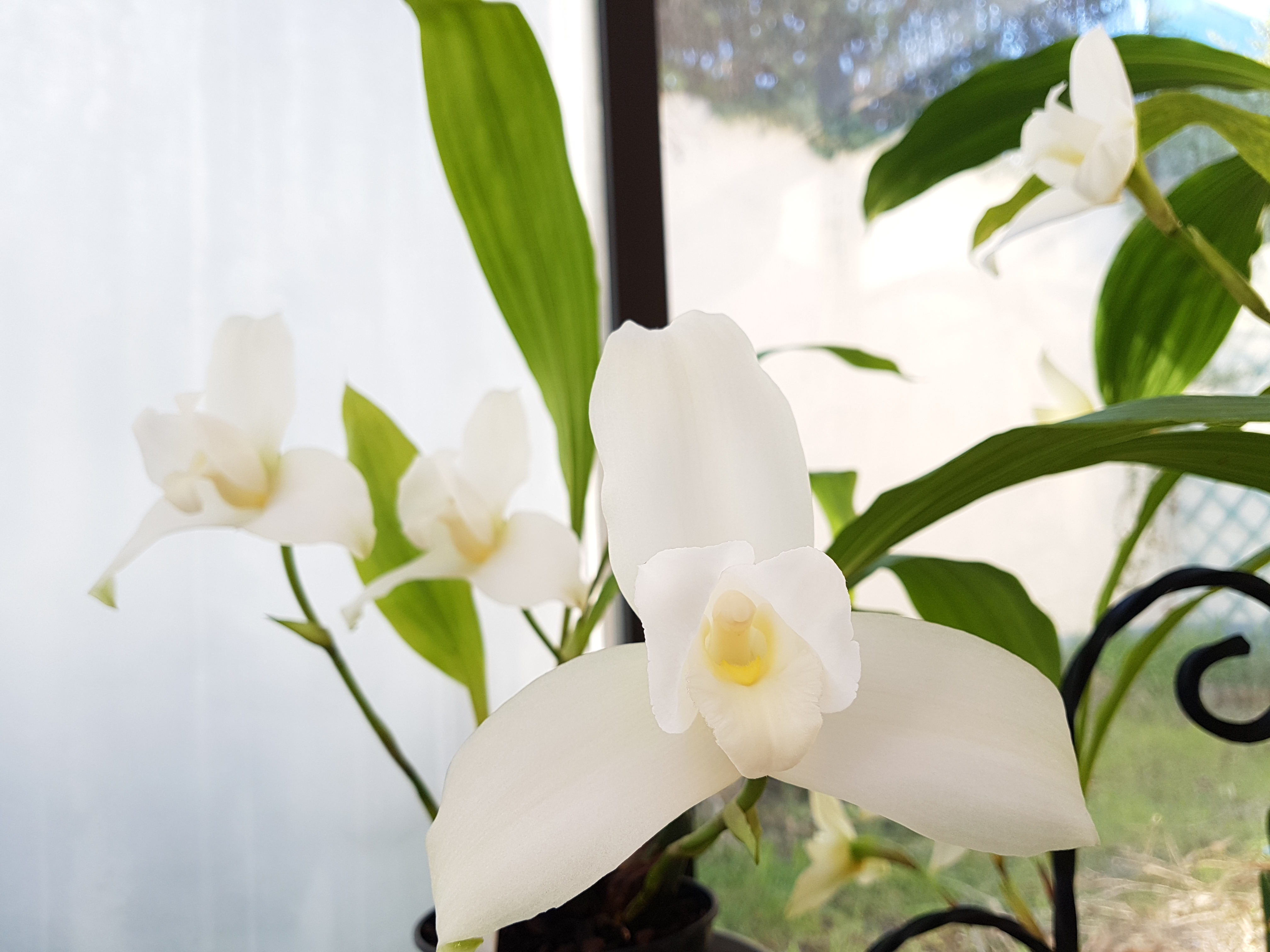
Lycaste virginalis forma alba (Dombrain) Archila & Chiron 2011

A diferencia de la forma cobanensis, la forma alba posee además de las flores blancas una coloración amarilla del callo y de la garganta del labelo.

#### (3)Lycaste virginalis(Scheidweiler) Lindenforma virginalis[1]

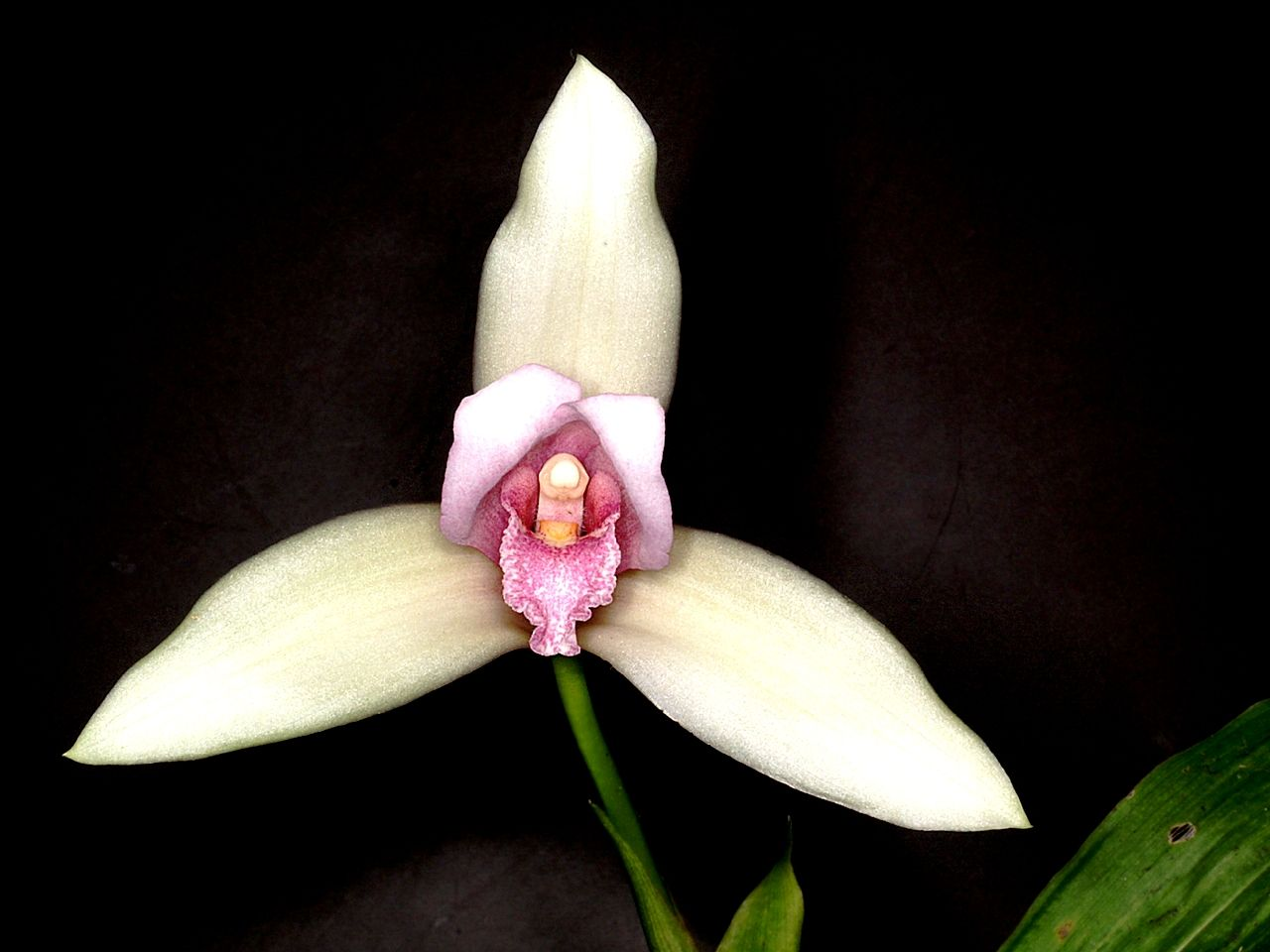
Lycaste virginalis forma virginalis

Es la forma más común, en la cual las flores son de color rosado pálido con el labelo púrpura en varias tonalidades.

#### (4)Lycaste virginalis forma superba(Moore) Archila & Chiron[1]
Forma de color rosado con los pétalos púrpuras, a veces con la base de los sépalos púrpuras. El labelo puede ser púrpura, blanco con manchas púrpuras o completamente blanco.

#### (5)Lycaste virginalisvar.armeniaca(Rolfe) Archila & Chiron[1]
Es la forma menos frecuente de la especie, las flores de esta forma son de color anaranjado melocotón.

## Hábitat
Lycaste virginalis  crece en bosques húmedos de Guatemala, México  El Salvador y Honduras, siendo más abundante en Guatemala. Habita a una altitud de 1 400 a 2 800 m s. n. m., donde no sufre las altas temperaturas durante el verano ni bajas durante el invierno, y además existe abundante nubosidad a nivel del suelo elevando la humedad relativa durante el día y la estación seca. Habita en las ramificaciones de árboles leñosos a alturas en las que las condiciones de iluminación sean apropiadas. Es muy sensible a los cambios de temperatura la cual oscila entre los 27 °C de día y los 18 °C en la noche y la humedad ideal para su desarrollo es entre 50 y 70 por ciento.

## Símbolo patrio de Guatemala
Lycaste virginalis  forma  alba  (Dombrain)  Archila &  Chiron, es conocida como «Monja blanca», es la flor nacional de la República de Guatemala.
En 1933, Leticia M. de Southerland, presidenta de la exposición internacional de flores celebrada en Miami Beach (Florida), envió una sugerencia al gobierno de Guatemala para que el ejemplar expuesto de Lycaste skinneri alba fuese designado como flor nacional. Esta sugerencia fue consultada por el entonces presidente de la República, el general Jorge Ubico, con varios especialistas, entre ellos Ulises Rojas y Mariano Pacheco H. y entidades como la Biblioteca Nacional y la Sociedad de Geografía e Historia. Los expertos tomaron en cuenta la hermosura y rareza de esta flor y estuvieron de acuerdo con la sugerencia, por lo que el 21 de febrero de 1934 la presidencia de la República emitió un decreto dando a la «monja blanca» la denominación de flor nacional.
El 9 de agosto de 1946, durante el gobierno de Juan José Arévalo, con el fin de proteger a esta especie de la extinción en Guatemala, se emitió un Acuerdo Gubernativo en el que se prohibió la recolección y exportación de esta especie. El mismo acuerdo fue modificado el 4 de junio de 1947 para ampliar la prohibición a los pseudobulbos y flores, así como para incluir al resto de las especies de esta familia botánica. En 1997, cuando se comenzaron a acuñar monedas de 50 centavos, la «monja blanca» ornamentó una de las caras de la nueva moneda.

## Evolución, filogenia y taxonomía
Lycaste viginalis fue descubierta y utilizada mucho antes de la Conquista de América  por los Mayas Q’ueqchi’  quienes la llamaron y siguen llamando "Saqi Hix". Fue Jean Jules Linden quien encontró en febrero de 1840 en México en los bosques de San Bartolo (Chiapas), una orquídea con flores rosadas la cual nombró temporalmente Maxillaria virginalis.  Esta planta fue posteriormente enviada a Bélgica donde fue oficialemente descrita en 1842 por  Michael Joseph François Scheidweiler.  Jean Jules Linden  la tranfiere en 1888  al género Lycaste. 
El nombre erróneo de Lycaste skinneri resulta de un error de descripción hecho por John Lindley en 1840 quien describió en el Edwards's Botanical Register una Maxillaria skinneri  basado en dos flores secas  que George Ure Skinner le envió à Sir James Bateman. Cuando la planta floreció de nuevo, las flores fueron « deep dull yellow and the lip deep olive-brown » realizando así John Lindley que la planta enregistrada no corres pondía a la planta que Bateman quería dedicar à Skinner. Para corroborar este error John Lindley enregistró siempre en el Edwards's Botanical Register  en 1842 otra planta (esta vez con flores rosadas) con el mismo nombre Maxillaria skinneri, este segundo registro es totalmente inválido según el artículo 45.3  del Código internacional de nomenclatura botánica.

## Sinonimia
- Maxillaria skinneri Bateman ex Lindl. 1842 (basónimo)
- Maxillaria skinneri Lindl. (1840)
- Maxillaria virginalis Scheidw. 1842
- Lycaste skinneri var. alba Dombrain 1872
- Lycaste skinneri var. reginae B.S.Williams 1887
- Lycaste virginalis (Scheidw.) Linden 1888
- Lycaste jamesiana auct. (1889)
- Lycaste schoenbrunnensis Umlauft 1893
- Lycaste alba (Dombrain) Cockerell 1919
- Lycaste skinneri f. virginalis (Scheidw.) Christenson 1996